# Uromenus dyrrhachiacus
Uromenus dyrrhachiacus is een rechtvleugelig insect uit de familie sabelsprinkhanen (Tettigoniidae). De wetenschappelijke naam van deze soort is voor het eerst geldig gepubliceerd in 1918 door Karny.
1. ↑  (en) Uromenus dyrrhachiacus op de IUCN Red List of Threatened Species.